# Lella/Alle 7 del mattino d'un giorno qualunque
Lella/Alle 7 del mattino d'un giorno qualunque sono i due brani contenuti nel primo 45 giri di Edoardo & Stelio, il duo formato da Edoardo De Angelis e Stelio Gicca Palli.

## Descrizione
Il 45 giri venne pubblicato in due versioni: poiché Lella fu censurata, venne pubblicata una nuova registrazione di questa canzone con l'esclusione degli ultimi quattro versi della terza strofa; questa edizione mantenne lo stesso numero di catalogo ma una diversa matrice (ZKAS 25870 al posto di ZKAS 25440).
Gli arrangiamenti delle due canzoni sono curati da Gianni Marchetti; entrambi i brani furono registrati presso lo Studio "A" della RCA Italiana di Roma (con il tecnico del suono Giulio Spelta), e vennero poi inseriti l'anno successivo nel 33 giri del duo, Il paese dove nascono i limoni.
Il retro copertina contiene i testi delle canzoni

### Lella
Cantata in dialetto romanesco, Lella ha un testo "pasoliniano" che narra la storia di un uomo che racconta ad un amico di quando, quattro anni prima, ha ucciso la sua amante, Lella, la moje de Proietti er cravattaro, quello che c'ha er negozio su ar Tritone, che voleva lasciarlo proprio l'ultimo giorno dell'anno.

Edoardo De Angelis e Stelio Gicca Palli negli studi RCA di Roma nel 1971, durante le registrazioni di Lella

Con questa canzone il duo partecipò al Cantagiro 1971.
Con il tempo, Lella diventerà un classico della canzone italiana, ed avrà moltissime interpretazioni, tra cui da i Vianella, da Lando Fiorini, dalla Schola Cantorum, da Antonello Venditti, da Aldo Donati, da Paola Turci e da moltissimi altri artisti.
Nel romanzo Il ladro di merendine di Andrea Camilleri, pubblicato dalla Sellerio Editore, a pagina 51 vengono citati alcuni versi della canzone Lella di De Angelis, che il commissario Montalbano canticchia mentre è al telefono (E te lo vojo di' / che so' stato io...).
Nel 2013, i Baustelle prenderanno ispirazione da questa canzone, per creare il singolo Contà l'inverni, contenuto nell'album Fantasma.
Nel 2021 per festeggiare i 50 anni della canzone viene pubblicato l’album Lella per sempre il quale contiene tra le tracce Lella sia in versione originale che in una nuova versione eseguita da Simone Cristicchi, Sergio Cammariere, Antonella Ruggiero, Tosca, Ilaria Spada, Luca Barbarossa, Neri Marcorè, Mimmo Locasciulli.
Il brano viene riproposto allo stadio dalla tifoseria dell'AS Roma in versione originale  o con altre parole come coro. 

### Alle 7 del mattino d'un giorno qualunque
Alle 7 del mattino d'un giorno qualunque è una canzone d'amore cantata in italiano (al contrario di Lella), e venne usata come sigla dello sceneggiato televisivo Le cinque giornate di Milano di Leandro Castellani, trasmesso dalla Rai nel 1970.

## Musicisti
- Edoardo De Angelis: voce, chitarra
- Stelio Gicca Palli: voce, chitarra
- Enzo Restuccia: batteria
- Maurizio De Angelis: chitarra
- Franco Corvasce: chitarra
- Giorgio Carnini: tastiere

## Tracce
1. Lella
2. Alle 7 del mattino d'un giorno qualunque